# Ningiszzida
Ningiszzida – sumeryjski bóg wegetacji. Jest także bóstwem świata podziemnego. Jego kult był powszechny głównie w Girsu w mieście-państwie Lagasz.